# Plâtre (beaux-arts)

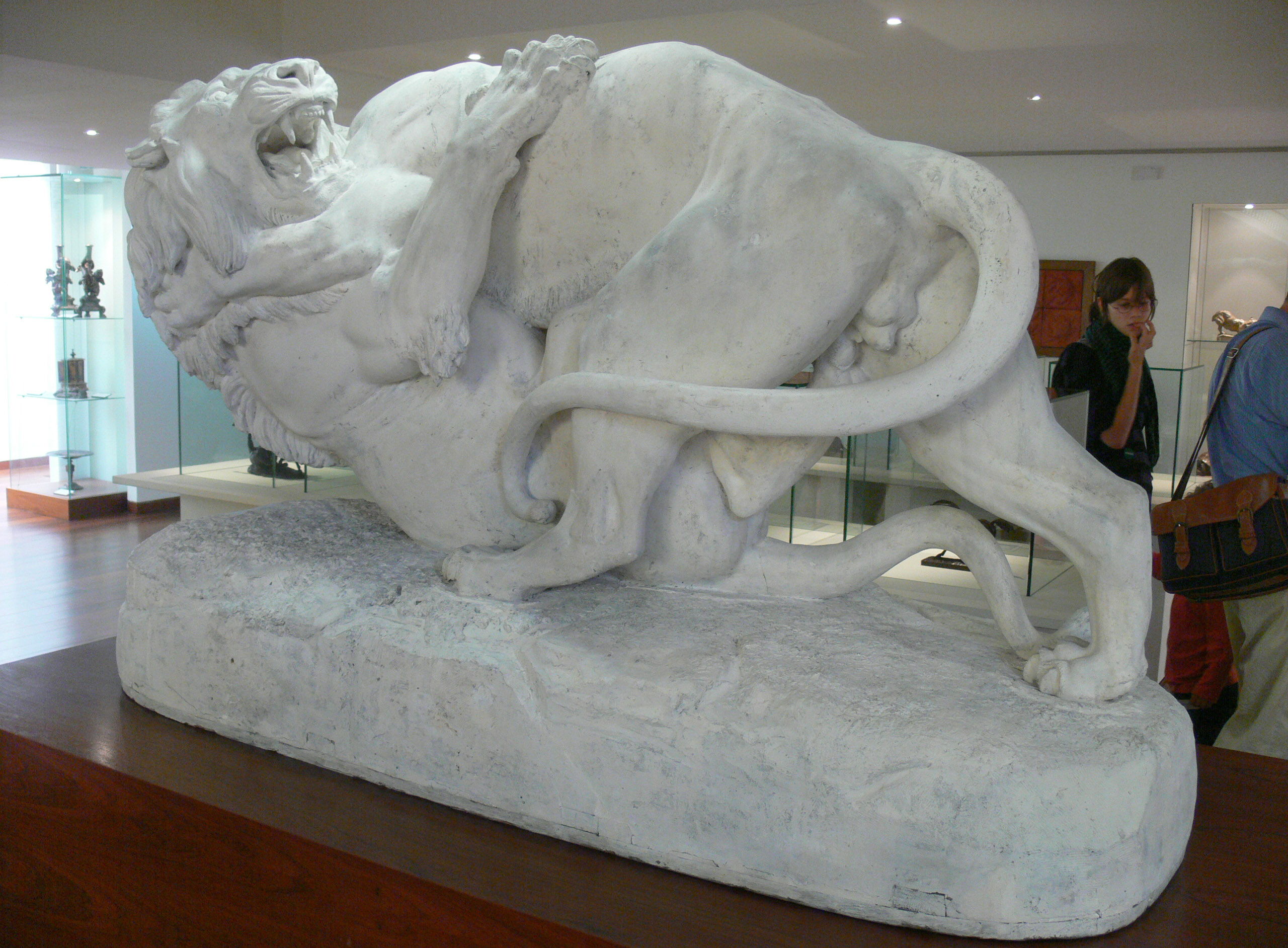
Sculpture en plâtre d'Émile-Joseph-Alexandre Gouget (1870)

Un plâtre est, dans le domaine des beaux-arts, une sculpture moulée en plâtre à finalité artistique. En sculpture, il peut être utilisé tel qu'il est comme œuvre finale ou servir de modèle de référence avant d'attaquer un modèle final en pierre ou bois. C'est aussi un outil utilisé comme modèle en dessin pour l'apprentissage de la construction d'après modèle.

## Fabrication
Le plâtre est généralement obtenu à partir d'un premier moule en plâtre ou autre, créé à partir de l'original, soit modelé en terre par l'artiste lui-même afin d'obtenir un ou plusieurs exemplaires finaux, soit d'après une sculpture préexistante en plâtre, bois ou autres afin d'en obtenir des répliques.

## Utilisation en sculpture
S'il est utilisé comme épreuve finale, il sera parfois patiné. Il peut également servir de modèle pour une sculpture finale exécutée dans des matériaux plus onéreux ou plus durs à travailler, comme le bois, le marbre ou d'autres types de pierre.

## Utilisation pour l'apprentissage de la construction d'après modèle
Il permet d'apprendre la construction d'un dessin d'après un modèle en volume, plus finement que les natures mortes plus conventionnelles d'atelier.
L'élève utilise généralement deux outils de vérification :
- Un fil à plomb afin de vérifier les alignements verticaux, comme l'alignement de l'œil par rapport à la bouche.
- Une longue aiguille à tricoter, lui permettant de vérifier les rapports de longueur entre différents éléments et les pentes entre différents points.

Les grands avantages de la sculpture en plâtre par rapport aux autres matériaux sont sa légèreté et son faible coût de production, permettant à un atelier d'en obtenir plusieurs sans un gros budget. On peut s'en procurer vers les 100 € en France chez des revendeurs spécialisés, ou en reproduire au coût d'un simple sac de plâtre d'après préexistants. On peut également en trouver de qualité comparable dans les 50 yuans (~5 €) dans les boutiques de beaux-arts en république populaire de Chine.
Le désavantage de ce type de sculpture est la grande fragilité. Le plâtre est très friable et peut casser au moindre coup brusque.